# Cecar
Cecar is een bestuurslaag in het regentschap Lahat van de provincie Zuid-Sumatra, Indonesië. Cecar telt 1567 inwoners (volkstelling 2010).